# Evan Tanner
Evan Tanner Loyd (Amarillo, 11 de fevereiro de 1971 – Califórnia, 8 de setembro de 2008) foi um lutador profissional de  MMA americano na categoria dos  pesos médios.
Tanner possui vitórias notáveis no mundo do  MMA sobre Phil Baroni (2x), David Terrell , Robbie Lawler, Heath Herring, Buentello Paulo, Sinosic Elvis, Minowa Ikuhisa e Travis Fulton.

## Biografia
Ivan Tanner  começou no wrestlinger e participou de várias coisas 1997. Tanner venceu essa competição, derrotando 3 lutadores na mesma noite, entre eles o então futuro campeão do  UFC Paul Buentello.
Sabendo que o  MMA era muito além do wrestling, Tanner utilizou as famosas fitas de vídeos da família Gracie para aprender um pouco as técnicas do Brazilian Jiu Jitsu. Ele continuou lutando em pequenos eventos locais, até atravessar o mundo para lutar no  Pancrase – Japão, lá ele se sagrou campeão e retornou para os EUA, lutando agora na extinta USWF, aonde foi campeão dos peso pesados.
Tanner entrou para  UFC em 1999 no evento UFC 18, depois de algumas vitórias notórias ele pode enfrentar Tito Ortiz pelo cinturão dos pesados no UFC 30, mas Ortiz levou a melhor nocauteando Tanner e ficando com o título. Depois dessa derrota, muito mudou no estilo de Evan, ele se tornou um lutador mais focado e disciplinado, porém esse controle dentro do ringue não se estendeu para sua vida particular.
O americano desceu de categoria e conseguiu se tornar campeão dos médios, após a vitória sobre David Terrell no UFC 51, e ficou com o cinturão que estava vago. Murilo Bustamante era o campeão, porém tinha saído do UFC para lutar no Pride.
A inconstância de personalidade do atleta fez ele passar por diversas academias, entre elas a American Top Team e a Chute Boxe, mas acabou fundando a sua própria equipe, a Tanner Team.
Após abandonar as lutas, Tanner tentou se dedicar a fundação para ajudar adolescentes mas o seu próprio problema com álcool o impediu de levar isso a frente. Dana White continuava dizendo que assim que ele estivesse pronto, poderia retornar ao  UFC.

## Morte
Evan Tanner decidiu fazer uma viagem de moto acampando pelo deserto, porém nada saiu como o planejado. O atleta ficou sem água durante uma caminhada e foi pego de surpresa quando uma fonte marcada no seu mapa estava seca. Tanner se negou a aceitar ajuda e tentou retornar ao seu acampamento, porém enfrentou temperaturas de até 48 graus, sem água e sem abrigo e acabou sucumbindo no meio do deserto.
Seu corpo foi encontrado por um helicóptero de resgate no dia 8 de setembro de 2008.

## Títulos

### Pancrase
- 1998 - Vencedor do Torneio Pancrase Neo Blood

### Ultimate Fighting Championship
- Campeão dos Médios do UFC (Uma vez)

### USWF
- USWF - Campeão Peso-pesado (Uma vez)
- Sete defesas de título bem sucedidas

## Cartel no MMA
| Cartel no MMA   |             |            |
| 40 lutas        | 32 vitórias | 8 derrotas |
| Por nocaute     | 8           | 6          |
| Por finalização | 21          | 1          |
| Por decisão     | 3           | 1          |
| Empates         | 0           | 0          |
| No contest      | 0           | 0          |

| Res.    | Cartel | Oponente          | Método                                | Evento                                       | Data       | Round | Tempo | Local                       | Notas                                  |
| ------- | ------ | ----------------- | ------------------------------------- | -------------------------------------------- | ---------- | ----- | ----- | --------------------------- | -------------------------------------- |
| Derrota | 32–8   | Kendall Grove     | Decisão (dividida)                    | TUF 7 Finale                                 | 21/06/2008 | 3     | 5:00  | Las Vegas, Nevada           |                                        |
| Derrota | 32–7   | Yushin Okami      | Nocaute (joelhada)                    | UFC 82                                       | 01/03/2008 | 2     | 3:00  | Columbus, Ohio              |                                        |
| Vitória | 32–6   | Justin Levens     | Finalização (triângulo)               | UFC 59                                       | 15/04/2006 | 1     | 3:14  | Anaheim, California         |                                        |
| Derrota | 31–6   | David Loiseau     | Nocaute Técnico (cortes)              | UFC Ultimate Fight Night 2                   | 03/10/2005 | 2     | 4:15  | Las Vegas, Nevada           |                                        |
| Derrota | 31–5   | Rich Franklin     | Nocaute Técnico (interrupção médica)  | UFC 53                                       | 04/06/2005 | 4     | 3:25  | Atlantic City, New Jersey   | Perdeu o Cinturão Peso Médio do UFC.   |
| Vitória | 31–4   | David Terrell     | Nocaute Técnico (socos)               | UFC 51                                       | 05/02/2005 | 1     | 4:35  | Las Vegas, Nevada           | Ganhou o Cinturão Peso Médio do UFC.   |
| Vitória | 30–4   | Robbie Lawler     | Finalização (triângulo)               | UFC 50                                       | 22/10/2004 | 1     | 2:22  | Atlantic City, New Jersey   |                                        |
| Vitória | 29–4   | Phil Baroni       | Decisão (unânime)                     | UFC 48                                       | 19/06/2004 | 3     | 5:00  | Las Vegas, Nevada           |                                        |
| Vitória | 28–4   | Phil Baroni       | Nocaute Técnico (socos)               | UFC 45                                       | 21/11/2003 | 1     | 4:42  | Uncasville, Connecticut     | Desceu para 185 lbs.                   |
| Derrota | 27–4   | Rich Franklin     | Nocaute Técnico (socos)               | UFC 42                                       | 25/04/2003 | 1     | 2:40  | Miami, Florida              |                                        |
| Vitória | 27–3   | Shannon Ritch     | Finalização (triângulo)               | FCFF-Fighting Against Cancer                 | 15/02/2003 | 1     | 2:19  | Portland, Oregon            |                                        |
| Vitória | 26–3   | Chris Haseman     | Decisão (unânime)                     | UFC 38                                       | 13/07/2002 | 3     | 5:00  | Londres                     |                                        |
| Vitória | 25–3   | Elvis Sinosic     | Nocaute Técnico (corte)               | UFC 36                                       | 22/03/2002 | 1     | 2:06  | Las Vegas, Nevada           |                                        |
| Vitória | 24–3   | Homer Moore       | Finalização (chave de braço)          | UFC 34                                       | 02/11/2001 | 2     | 0:55  | Las Vegas, Nevada           |                                        |
| Derrota | 23–3   | Tito Ortiz        | Nocaute (golpes)                      | UFC 30                                       | 23/02/2001 | 1     | 0:32  | East Rutherford, New Jersey | Pelo Cinturão Meio Pesado do UFC.      |
| Vitória | 23–2   | Lance Gibson      | Nocaute Técnico (socos e cotoveladas) | UFC 29                                       | 16/12/2000 | 1     | 4:48  | Tóquio                      |                                        |
| Vitória | 22–2   | Travis Fulton     | Finalização (triângulo)               | USWF 18                                      | 25/11/2000 | 1     | 4:38  | Amarillo, Texas             | Defendeu o Título Peso Pesado do USWF. |
| Vitória | 21–2   | Raoul Romero      | Nocaute Técnico (socos)               | USWF 17                                      | 17/07/2000 | 1     | 6:59  | Amarillo, Texas             | Defendeu o Título Peso Pesado do USWF. |
| Vitória | 20–2   | Vinny Nixon       | Finalização (keylock)                 | USWF 14                                      | 24/04/1999 | 1     | 1:07  | Amarillo, Texas             | Defendeu o Título Peso Pesado do USWF. |
| Derrota | 19–2   | Leon Dijk         | Nocaute Técnico (joelhadas e socos)   | Pancrase: Breakthrough 4                     | 18/04/1999 | 1     | 11:39 | Yokohama                    |                                        |
| Vitória | 19–1   | Mike Cizek        | Finalização (socos)                   | USWF 13                                      | 20/03/1999 | 1     | 2:06  | Amarillo, Texas             | Defendeu o Título Peso Pesado do USWF. |
| Vitória | 18–1   | Valeri Ignatov    | Nocaute Técnico (cotoveladas)         | UFC 19                                       | 05/03/1999 | 1     | 2:58  | Bay St. Louis, Mississippi  |                                        |
| Vitória | 17–1   | Darrel Gholar     | Finalização (mata leão)               | UFC 18                                       | 08/01/1999 | 1     | 7:57  | New Orleans, Louisiana      |                                        |
| Vitória | 16–1   | Ryushi Yanagisawa | Finalização (triângulo)               | Pancrase: Advance 12                         | 19/12/1998 | 1     | 2:24  | Chiba                       |                                        |
| Vitória | 15–1   | Gene Lydick       | Finalização (mata leão)               | USWF 12                                      | 24/10/1998 | 1     | 4:15  | Amarillo, Texas             | Defendeu o Título Peso Pesado do USWF. |
| Vitória | 14–1   | Kiuma Kunioku     | Decisão (pontos perdidos)             | Pancrase: 1998 Anniversary Show              | 14/09/1998 | 1     | 20:00 | Tóquio                      |                                        |
| Vitória | 13–1   | Justin McCully    | Finalização (kimura)                  | Pancrase: 1998 Neo-Blood Tournament, Round 2 | 26/07/1998 | 1     | 5:07  | Tóquio                      |                                        |
| Vitória | 12–1   | Kousei Kubota     | Finalização (triângulo)               | Pancrase: 1998 Neo-Blood Tournament, Round 1 | 07/07/1998 | 1     | 2:23  | Tóquio                      |                                        |
| Vitória | 11–1   | Ikuhisa Minowa    | Finalização (triangulo)               | Pancrase: 1998 Neo-Blood Tournament, Round 1 | 07/07/1998 | 1     | 4:05  | Tóquio                      |                                        |
| Vitória | 10–1   | Tony Castillo     | Nocaute Técnico (joelhadas)           | USWF 9                                       | 20/06/1998 | 1     | 4:06  | Amarillo, Texas             | Defendeu o Título Peso Pesado do USWF. |
| Vitória | 9–1    | Dennis Reed       | Finalização (triângulo)               | Gladiators 2                                 | 18/04/1998 | 1     | 1:20  | Iowa                        |                                        |
| Vitória | 8–1    | Wade Kroeze       | Nocaute Técnico (joelhadas)           | Gladiators 2                                 | 18/04/1998 | 1     | 1:00  | Iowa                        |                                        |
| Vitória | 7–1    | Rusty Totty       | Finalização (triângulo)               | USWF 8                                       | 28/03/1998 | 1     | 1:36  | Amarillo, Texas             | Defendeu o Título Peso Pesado do USWF. |
| Derrota | 6–1    | Heath Herring     | Finalização (mata-leão)               | PSDA                                         | 22/11/1997 | 1     | 8:20  | Texas                       |                                        |
| Vitória | 6–0    | Jesse Gonzalez    | Finalização (ezekiel choke)           | PSDA                                         | 22/11/1997 | 1     | 1:15  | Texas                       |                                        |
| Vitória | 5–0    | Joe Frailey       | Finalização (socos)                   | PSDA                                         | 22/11/1997 | 1     | 0:56  | Texas                       |                                        |
| Vitória | 4–0    | Heath Herring     | Finalização (exaustão)                | USWF 7                                       | 18/10/1997 | 1     | 6:19  | Amarillo, Texas             | Ganhou o Título Peso Pesado do USWF.   |
| Vitória | 3–0    | Paul Buentello    | Finalização (mata leão)               | USWF 4                                       | 12/04/1997 | 1     | 2:20  | Amarillo, Texas             |                                        |
| Vitória | 2–0    | Gary Nabors       | Finalização (keylock)                 | USWF 4                                       | 12/04/1997 | 1     | 2:21  | Amarillo, Texas             |                                        |
| Vitória | 1–0    | Mike Kennedy      | Finalização (palmadas)                | USWF 4                                       | 12/04/1997 | 1     | 1:29  | Amarillo, Texas             |                                        |